# イングルウッドゴルフクラブ
イングルウッドゴルフクラブ（Englewood Golf Club）は、ニューヨークシティのすぐ西側のニュージャージー州イングルウッドとレオニアにまたがって存在した会員制ゴルフコース。1896年に9ホールコースとして開業し、4年後には増設により18ホールに拡張された。1906年には全米アマチュア選手権、1909年には全米オープンが開催された。
1960年代にジョージ・ワシントン・ブリッジへの取付ランプが敷地の中央を貫通して建設されたため歴史に終止符を打つことになった。イングルウッドとレオニアの境界線上に沿ってニュージャージーターンパイクが建設され、コースが二分された。クラブハウスは敷地の北東端にあった。分断状態でのプレーは続けられたが、クラブの財政逼迫を理由として1976年に閉場した。コース北東側（イングルウッド側）はクロスクリークポイントというコンドミニアムが建設され、レオニア側には一戸建て住宅が建てられ、そこにはゴルフコースドライブと名付けられたストリートがある。
ダニエル・ウェクスラー (Daniel Wexler) の著書『The Missing Links: America's Greatest Lost Golf Courses & Holes』に追加情報がある。